# Banda ancha
En telecomunicaciones, se conoce como banda ancha a cualquier tipo de red con elevada capacidad para transportar información que incide en la velocidad de transmisión de esta. Así entonces, es la transmisión de datos simétricos por la cual se envían simultáneamente varias piezas de información, con el objeto de incrementar la velocidad de transmisión efectiva. En ingeniería de red de computadoras este término se utiliza también para los métodos en donde dos o más señales comparten un medio de transmisión. Así se utilizan dos o más canales de datos simultáneos en una única conexión, lo que se denomina multiplexación (ver sección más abajo).
Algunas de las variantes de los servicios de fibra hasta la casa (Fiber To The Home) son de banda ancha. Los routers que operan con velocidades mayores a 100 Mbps también son banda ancha, pues obtienen velocidades de transmisión simétricas.
El concepto de banda ancha ha evolucionado con los años. La velocidad que proporcionaba la RDSI con 128 kbps dio paso al SDSL con una velocidad de 256 kbps. Posteriormente evolucionó, pasando los 25 y 50 Mbps simétricos hasta los 600 Mbps en la actualidad.

## Velocidad de la banda ancha
La banda ancha no es un concepto estático, toda vez que las velocidades de acceso a Internet se aumentan constantemente. Las velocidades se miden en bits por segundo, por ejemplo, kilobits por segundo (kbps) o megabits por segundo (Mbps). La velocidad mínima para considerarse banda ancha varía entre los países, e incluso dentro de un país la autoridad puede considerar como banda ancha un valor de velocidad distinto de aquel que el operador estima como banda ancha. Se ha propuesto que una manera para determinar la existencia de banda ancha es aquella basada en los servicios a los que se puede tener acceso (p. ej., rápida descarga de archivos de Internet, calidad de audio equivalente a un CD, servicios de voz interactivos). La amplia disponibilidad de banda ancha se considera un factor para la innovación, la productividad, el crecimiento económico y la inversión extranjera. 
Al concepto de banda ancha hay que atribuirle otras características, además de la velocidad, como son la interactividad, digitalización y conexión o capacidad de acceso (función primordial de la banda ancha).
Patterson ya hablaba de que la conexión de banda ancha depende de la red de comunicaciones, de las prestaciones del servicio. En su libro Latency lags bandwidth. Communications of the ACM escrito en 2004 cuenta que el retardo es un aspecto crítico para las prestaciones de un sistema real.

## Multiplexación
Las comunicaciones pueden utilizar distintos canales físicos simultáneamente; es decir multiplexar para tener acceso múltiple. Tales canales pueden distinguirse uno de otro por estar separados en tiempo (multiplexación por división de tiempo o TDM), frecuencia de portadora (multiplexación por división de frecuencia, FDM o multiplexación por división de longitud de onda, WDM), o por código (multiplexación por división de código, CDMA). Cada canal que toma parte en la multiplexación es por definición de banda estrecha (pues no está utilizando todo el ancho de banda del medio).

## Connotación jurídica
Implica el derecho a acceder a un Internet de alta velocidad. Es decir, el derecho a acceder a un servicio eficiente, de alta velocidad y gran capacidad de transmisión de información. La banda ancha resulta importante, porque con ella se puede acceder a otros servicios que ofrece Internet. 

### México
La Constitución Política señala, en su artículo sexto, el derecho de acceso a las tecnologías de la información, incluyendo la banda ancha e Internet.
Su ley reglamentaria, denominada "Ley Federal de Telecomunicaciones y Radiodifusión", establece en su artículo 2 que:

“En la prestación de dichos servicios estará prohibida toda discriminación motivada por origen étnico o nacional, el género, la edad, las discapacidades, la condición social, las condiciones de salud, la religión, las opiniones, las preferencias sexuales, el estado civil o cualquier otra que atente contra la dignidad humana y tenga por objeto anular o menoscabar los derechos y libertades de las personas”.

Asimismo, define la banda ancha como:

“el acceso de alta capacidad que permite ofrecer diversos servicios convergentes a través de infraestructura de red fiable, con independencia de las tecnologías empleadas, cuyos parámetros serán actualizados por el Instituto Federal de Telecomunicaciones periódicamente”.

Dicha ley establece la obligatoriedad del Estado, de implementar políticas públicas de brindar acceso a las tecnologías de la información y comunicación, incluyendo el Internet de banda ancha para toda la población, haciendo especial énfasis en los sectores más vulnerables, con el propósito de cerrar la brecha digital entre individuos, hogares, empresas y áreas geográficas de distinto nivel socioeconómico.
De igual forma, establece que la Secretaría de Comunicaciones y Transportes implementará programas de acceso a la banda ancha en sitios públicos que identifiquen el número de sitios a conectar cada año de manera progresiva, hasta alcanzar la cobertura universal.
La Estrategia Digital Nacional programa las políticas públicas que permitan el derecho de conectividad de acceso a Internet de banda ancha a través del Programa México Conectado. Para ello, se prevé el acceso a Internet de banda ancha en sitios públicos identificando el número de edificios a conectar cada año, hasta alcanzar la cobertura universal. Se buscará que en los sitios públicos la conectividad de banda ancha cuente con capacidad suficiente para satisfacer la demanda y, por tanto, deberá considerarse el número potencial de usuarios en cada sitio.